# Isagoras dentipes
Isagoras dentipes är en insektsart som beskrevs av Ludwig Redtenbacher 1906. Isagoras dentipes ingår i släktet Isagoras och familjen Pseudophasmatidae. Inga underarter finns listade i Catalogue of Life.